# خروجی اینجاست
خروجی اینجاست (انگلیسی: This Way Out) یک فیلم کمدی صامت کوتاه به کارگردانی بابی برنز و والتر استال است که در سال ۱۹۱۶ منتشر شد. از بازیگران این فیلم می‌توان به هلن گیلمور، اولیور هاردی و اتل برتون اشاره کرد.